# Haitam Aleesami
Haitam Aleesami (Oslo, 31 de julho de 1991) é um futebolista norueguês, de origem marroquina, que atua como lateral-esquerdo. Atualmente, joga no Bodø/Glimt.

## Carreira
Haitam Aleesami começou a carreira no Skeid.